# Okręgowe ligi polskie w piłce nożnej
Rozgrywki okręgowe w Polsce organizowane są i zarządzane przez okręgowe związki piłki nożnej działające na terenie danego województwa lub obszaru określonego przez Polski Związek Piłki Nożnej lub reformy administracyjne.
Jako samodzielne stowarzyszenia związki określają własne cele i programy działania, struktury organizacyjne i kontrolujące. Oprócz szeroko rozumianej popularyzacji piłki nożnej (męskiej i żeńskiej) do zadań związków należy: organizacja okręgowych rozgrywek z wyłonieniem mistrzów i spadkowiczów, nadzór i kontrola przestrzegania obowiązujących przepisów gry i postanowień PZPN, opieka nad szkoleniem, sędziowaniem oraz piłką młodzieżową. 

## Historia
Na przestrzeni lat dochodziło do wielu zmian administracyjnych, co za tym idzie także zmian okręgów piłkarskich. Zmiany dotyczyły także nazw, które pochodziły od stolicy województwa, a obecnie od nazwy danego województwa.

Rozwój organizacyjny Związku Piłki Nożnej wyglądał w największym skrócie tak:
- na zjeździe założycielskim PZPN (21–22 grudnia 1919) powołano komitety organizacyjne pięciu okręgów. Cztery z nich powstały w 1920, były to OZPN: krakowski (powstał jako pierwszy, zebranie inauguracyjne 15 lutego 1920), lwowski, poznański (istniejący od 1913 roku jako ZPTS, zmienił nazwę w marcu 1920), łódzki, warszawski.
- w 1922 powstały OZPN: górnośląski, lubelski, wileński.
- w 1923 powstał toruński OZPN, w październiku 1927 r. siedzibę przeniesiono do Bydgoszczy, a nazwę zmieniono na pomorski OZPN.
- w 1927 powstała Liga Państwowa (początkowo 14-drużynowa, ostatecznie 10-drużynowa), która po kilkumiesięcznym konflikcie z PZPN została ostatecznie uznana za jego autonomiczny okręg, wcześniej (10 marca) okręg górnośląski przemianowano na śląski.
- w 1928 powstał kielecki OZPN z siedzibą w Sosnowcu.
- w 1929 powstały poleski OZPN z siedzibą w Pińsku, wołyński OZPN z siedzibą w Równem oraz białostocki OZPN.
- w 1935 powstał stanisławowski OZPN (wcześniej istniał Podokręg Stanisławowski w ramach Lwowskiego OZPN).
- w 1937 zlikwidowano (w lipcu) kielecki OZPN i na jego miejsce powołano zagłębiowski OZPN z siedzibą w Sosnowcu; od 1929 Podokręg Zagłębiowski (z siedzibą w Będzinie) istniał przy Krakowskim OZPN[1].

Władze OZPN-ów miały decydujący i ostateczny głos co do rozgrywek A,B i C klasy. Nie odosobnione były przypadki wykorzystywania tego do zmian w ligowej tabeli po sezonie przy zielonym stoliku. Zdarzały się przypadki utrzymywania drużyn zasłużonych pomimo miejsca spadkowego itp.

Ilość OZPN-ów w latach:

- 1939 - 14 OZPN-ów
- 1945-1950 - 20 OZPN-ów
- 1950-1962 - 18 OZPN-ów (Okręg Zagłębiowski[2] istniał samodzielnie do 1962 roku.)
- 1962-1975 - 17 OZPN-ów
- 1975-1999 (1976-2000) - 49 OZPN-ów (Po reformie administracyjnej z 1975 wprowadzającej 49 województw nastąpiła reforma OZPN-ów, a ich liczba wyniosła również 49. Stan ten trwał do roku 1999, kiedy to przywrócono większe województwa i powołano 16 Okręgowych ZPN.)
- 1999 - 16 OZPN-ów (Nieistniejące OZPN działają jako podokręgi.)

## Nazewnictwo i poziomy lig w Polsce
W polskiej piłce nożnej ukształtował się historyczny podział na rozgrywki ogólnokrajowe, makroregionalne oraz okręgowe. Poziom krajowy zarządzany jest przez PZPN, makroregionalny przez wyznaczone OZPN-y.
Poziomy krajowe nosiły nazwy Liga, później I i II liga, a obecnie Ekstraklasa, I, II liga.
Makroregionalne w zależności od roku była to III lub IV liga makroregionalna.
Rozgrywki okręgowe miały swój odmienny system nazewniczy, który był oparty na literach alfabetu A, B, C, D. Tutaj także dochodziło do korekt, kiedy to na krótko przechodzono do nazwy Klasa Wojewódzka, Klasa Powiatowa, klasa "M" lub I i II Klasa Wojewódzka. Przez kilkanaście lat funkcjonowały specjalne klasy "W" wiejskie dla klubów LZS. Podział alfabetyczny został uzupełniony o Ligę okręgową (klasę wojewódzką), potocznie zwaną "okręgówką" jako najwyższy poziom w danym okręgu. Obecnie poziomem tym jest IV liga okręgowa, która jest piątym poziomem rozgrywkowym w Polsce. 
| Poziomy rozgrywkowe w Polsce - rok 2023 | Poziomy rozgrywkowe w Polsce - rok 2023 | Poziomy rozgrywkowe w Polsce - rok 2023 |
| Rozgrywki | P                                       | Nazwa                                   |
| --- | --------------------------------------- | --------------------------------------- |
| Centralne | I                                       | Ekstraklasa                             |
| Centralne | II                                      | I Liga                                  |
| Centralne | III                                     | II Liga                                 |
| Makroregionalne | IV                                      | III Liga (4 grupy)                      |
| Okręgowe (16 okręgów)* | V                                       | IV Liga                                 |
| Okręgowe (16 okręgów)* | VI                                      | Klasa Okręgowa*                         |
| Okręgowe (16 okręgów)* | VII                                     | Klasa A*                                |
| Okręgowe (16 okręgów)* | VIII                                    | Klasa B*                                |
| Okręgowe (16 okręgów)* | IX                                      | Klasa C*                                |
| (*) Różna ilość klas oraz grup w zależności od okręgu. W okręgach małopolskim, mazowieckim i wielkopolskim podział jest następujący: IV liga > V liga > Kl.Okr. > Kl. A, B. |                                         |                                         |

## Rozgrywki okręgowe w latach
| Sezony    | I poziom ligowy | II poziom ligowy                                 | III poziom ligowy                                | IV poziom ligowy                                 | V poziom ligowy                                  | VI, VII, VIII poziom ligowy                      |                                             |
| --------- | --------------- | ------------------------------------------------ | ------------------------------------------------ | ------------------------------------------------ | ------------------------------------------------ | ------------------------------------------------ | ------------------------------------------- |
| 1921      | MP              | Okręgowe ligi polskie w piłce nożnej (1921)      | Okręgowe ligi polskie w piłce nożnej (1921)      | Okręgowe ligi polskie w piłce nożnej (1921)      | Okręgowe ligi polskie w piłce nożnej (1921)      | Okręgowe ligi polskie w piłce nożnej (1921)      |                                             |
| 1922      | MP              | Okręgowe ligi polskie w piłce nożnej (1922)      | Okręgowe ligi polskie w piłce nożnej (1922)      | Okręgowe ligi polskie w piłce nożnej (1922)      | Okręgowe ligi polskie w piłce nożnej (1922)      | Okręgowe ligi polskie w piłce nożnej (1922)      |                                             |
| 1923      | MP              | Okręgowe ligi polskie w piłce nożnej (1923)      | Okręgowe ligi polskie w piłce nożnej (1923)      | Okręgowe ligi polskie w piłce nożnej (1923)      | Okręgowe ligi polskie w piłce nożnej (1923)      | Okręgowe ligi polskie w piłce nożnej (1923)      |                                             |
| 1924      | (przerwa)       | Okręgowe ligi polskie w piłce nożnej (1924)      | Okręgowe ligi polskie w piłce nożnej (1924)      | Okręgowe ligi polskie w piłce nożnej (1924)      | Okręgowe ligi polskie w piłce nożnej (1924)      | Okręgowe ligi polskie w piłce nożnej (1924)      |                                             |
| 1925      | MP              | Okręgowe ligi polskie w piłce nożnej (1925)      | Okręgowe ligi polskie w piłce nożnej (1925)      | Okręgowe ligi polskie w piłce nożnej (1925)      | Okręgowe ligi polskie w piłce nożnej (1925)      | Okręgowe ligi polskie w piłce nożnej (1925)      |                                             |
| 1926      | MP              | Okręgowe ligi polskie w piłce nożnej (1926)      | Okręgowe ligi polskie w piłce nożnej (1926)      | Okręgowe ligi polskie w piłce nożnej (1926)      | Okręgowe ligi polskie w piłce nożnej (1926)      | Okręgowe ligi polskie w piłce nożnej (1926)      |                                             |
| 1927      | Liga            | Okręgowe ligi polskie w piłce nożnej (1927)      | Okręgowe ligi polskie w piłce nożnej (1927)      | Okręgowe ligi polskie w piłce nożnej (1927)      | Okręgowe ligi polskie w piłce nożnej (1927)      | Okręgowe ligi polskie w piłce nożnej (1927)      |                                             |
| 1928      | Liga            | Okręgowe ligi polskie w piłce nożnej (1928)      | Okręgowe ligi polskie w piłce nożnej (1928)      | Okręgowe ligi polskie w piłce nożnej (1928)      | Okręgowe ligi polskie w piłce nożnej (1928)      | Okręgowe ligi polskie w piłce nożnej (1928)      |                                             |
| 1929      | Liga            | Okręgowe ligi polskie w piłce nożnej (1929)      | Okręgowe ligi polskie w piłce nożnej (1929)      | Okręgowe ligi polskie w piłce nożnej (1929)      | Okręgowe ligi polskie w piłce nożnej (1929)      | Okręgowe ligi polskie w piłce nożnej (1929)      |                                             |
| 1930      | Liga            | Okręgowe ligi polskie w piłce nożnej (1930)      | Okręgowe ligi polskie w piłce nożnej (1930)      | Okręgowe ligi polskie w piłce nożnej (1930)      | Okręgowe ligi polskie w piłce nożnej (1930)      | Okręgowe ligi polskie w piłce nożnej (1930)      |                                             |
| 1931      | Liga            | Okręgowe ligi polskie w piłce nożnej (1931)      | Okręgowe ligi polskie w piłce nożnej (1931)      | Okręgowe ligi polskie w piłce nożnej (1931)      | Okręgowe ligi polskie w piłce nożnej (1931)      | Okręgowe ligi polskie w piłce nożnej (1931)      |                                             |
| 1932      | Liga            | Okręgowe ligi polskie w piłce nożnej (1932)      | Okręgowe ligi polskie w piłce nożnej (1932)      | Okręgowe ligi polskie w piłce nożnej (1932)      | Okręgowe ligi polskie w piłce nożnej (1932)      | Okręgowe ligi polskie w piłce nożnej (1932)      |                                             |
| 1933      | Liga            | Okręgowe ligi polskie w piłce nożnej (1933)      | Okręgowe ligi polskie w piłce nożnej (1933)      | Okręgowe ligi polskie w piłce nożnej (1933)      | Okręgowe ligi polskie w piłce nożnej (1933)      | Okręgowe ligi polskie w piłce nożnej (1933)      |                                             |
| 1934      | Liga            | Okręgowe ligi polskie w piłce nożnej (1927)      | Okręgowe ligi polskie w piłce nożnej (1927)      | Okręgowe ligi polskie w piłce nożnej (1927)      | Okręgowe ligi polskie w piłce nożnej (1927)      | Okręgowe ligi polskie w piłce nożnej (1927)      |                                             |
| 1935      | Liga            | Okręgowe ligi polskie w piłce nożnej (1935)      | Okręgowe ligi polskie w piłce nożnej (1935)      | Okręgowe ligi polskie w piłce nożnej (1935)      | Okręgowe ligi polskie w piłce nożnej (1935)      | Okręgowe ligi polskie w piłce nożnej (1935)      |                                             |
| 1936      | Liga            | Okręgowe ligi polskie w piłce nożnej (1936)      | Okręgowe ligi polskie w piłce nożnej (1936)      | Okręgowe ligi polskie w piłce nożnej (1936)      | Okręgowe ligi polskie w piłce nożnej (1936)      | Okręgowe ligi polskie w piłce nożnej (1936)      |                                             |
| 1936/1937 | Liga            | Okręgowe ligi polskie w piłce nożnej (1936/1937) | Okręgowe ligi polskie w piłce nożnej (1936/1937) | Okręgowe ligi polskie w piłce nożnej (1936/1937) | Okręgowe ligi polskie w piłce nożnej (1936/1937) | Okręgowe ligi polskie w piłce nożnej (1936/1937) |                                             |
| 1937/1938 | Liga            | Okręgowe ligi polskie w piłce nożnej (1937/1938) | Okręgowe ligi polskie w piłce nożnej (1937/1938) | Okręgowe ligi polskie w piłce nożnej (1937/1938) | Okręgowe ligi polskie w piłce nożnej (1937/1938) | Okręgowe ligi polskie w piłce nożnej (1937/1938) |                                             |
| 1938/1939 | Liga            | Okręgowe ligi polskie w piłce nożnej (1938/1939) | Okręgowe ligi polskie w piłce nożnej (1938/1939) | Okręgowe ligi polskie w piłce nożnej (1938/1939) | Okręgowe ligi polskie w piłce nożnej (1938/1939) | Okręgowe ligi polskie w piłce nożnej (1938/1939) |                                             |
| 1939/1940 | Liga            | Okręgowe ligi polskie w piłce nożnej (1939/1940) | Okręgowe ligi polskie w piłce nożnej (1939/1940) | Okręgowe ligi polskie w piłce nożnej (1939/1940) | Okręgowe ligi polskie w piłce nożnej (1939/1940) | Okręgowe ligi polskie w piłce nożnej (1939/1940) |                                             |
| 1945      | brak            | Okręgowe ligi polskie w piłce nożnej (1945)      | Okręgowe ligi polskie w piłce nożnej (1945)      | Okręgowe ligi polskie w piłce nożnej (1945)      | Okręgowe ligi polskie w piłce nożnej (1945)      | Okręgowe ligi polskie w piłce nożnej (1945)      | Okręgowe ligi polskie w piłce nożnej (1945) |
| 1946      | MP              | Okręgowe ligi polskie w piłce nożnej (1946)      | Okręgowe ligi polskie w piłce nożnej (1946)      | Okręgowe ligi polskie w piłce nożnej (1946)      | Okręgowe ligi polskie w piłce nożnej (1946)      | Okręgowe ligi polskie w piłce nożnej (1946)      |                                             |
| 1947      | MP / El.        | Okręgowe ligi polskie w piłce nożnej (1946/1947) | Okręgowe ligi polskie w piłce nożnej (1946/1947) | Okręgowe ligi polskie w piłce nożnej (1946/1947) | Okręgowe ligi polskie w piłce nożnej (1946/1947) | Okręgowe ligi polskie w piłce nożnej (1946/1947) |                                             |
| 1948      | I liga          | Okręgowe ligi polskie w piłce nożnej (1947/1948) | Okręgowe ligi polskie w piłce nożnej (1947/1948) | Okręgowe ligi polskie w piłce nożnej (1947/1948) | Okręgowe ligi polskie w piłce nożnej (1947/1948) | Okręgowe ligi polskie w piłce nożnej (1947/1948) |                                             |
| 1949      | I liga          | II liga(2)                                       | Okręgowe ligi polskie w piłce nożnej (1948/1949) | Okręgowe ligi polskie w piłce nożnej (1948/1949) | Okręgowe ligi polskie w piłce nożnej (1948/1949) | Okręgowe ligi polskie w piłce nożnej (1948/1949) |                                             |
| 1949/1950 | I liga          | II liga(2)                                       | Okręgowe ligi polskie w piłce nożnej (1949/1950) | Okręgowe ligi polskie w piłce nożnej (1949/1950) | Okręgowe ligi polskie w piłce nożnej (1949/1950) | Okręgowe ligi polskie w piłce nożnej (1949/1950) |                                             |
| 1951      | I liga          | II liga(4)                                       | Okręgowe ligi polskie w piłce nożnej (1951)      | Okręgowe ligi polskie w piłce nożnej (1951)      | Okręgowe ligi polskie w piłce nożnej (1951)      | Okręgowe ligi polskie w piłce nożnej (1951)      |                                             |
| 1952      | I liga          | II liga(4)                                       | Okręgowe ligi polskie w piłce nożnej (1952)      | Okręgowe ligi polskie w piłce nożnej (1952)      | Okręgowe ligi polskie w piłce nożnej (1952)      | Okręgowe ligi polskie w piłce nożnej (1952)      |                                             |
| 1953      | I liga          | II liga                                          | III liga(8)                                      | Okręgowe ligi polskie w piłce nożnej (1953)      | Okręgowe ligi polskie w piłce nożnej (1953)      | Okręgowe ligi polskie w piłce nożnej (1953)      |                                             |
| 1954      | I liga          | II liga                                          | III liga(8)                                      | Okręgowe ligi polskie w piłce nożnej (1954)      | Okręgowe ligi polskie w piłce nożnej (1954)      | Okręgowe ligi polskie w piłce nożnej (1954)      |                                             |
| 1955      | I liga          | II liga                                          | III liga(8)                                      | Okręgowe ligi polskie w piłce nożnej (1955)      | Okręgowe ligi polskie w piłce nożnej (1955)      | Okręgowe ligi polskie w piłce nożnej (1955)      |                                             |
| 1956      | I liga          | II liga                                          | III liga(9)                                      | Okręgowe ligi polskie w piłce nożnej (1956)      | Okręgowe ligi polskie w piłce nożnej (1956)      | Okręgowe ligi polskie w piłce nożnej (1956)      |                                             |
| 1957      | I liga          | II liga(2)                                       | III liga(17)                                     | Okręgowe ligi polskie w piłce nożnej (1957)      | Okręgowe ligi polskie w piłce nożnej (1957)      | Okręgowe ligi polskie w piłce nożnej (1957)      |                                             |
| 1958      | I liga          | II liga(2)                                       | III liga(17)                                     | Okręgowe ligi polskie w piłce nożnej (1958)      | Okręgowe ligi polskie w piłce nożnej (1958)      | Okręgowe ligi polskie w piłce nożnej (1958)      |                                             |
| 1959      | I liga          | II liga(2)                                       | Okręgowe ligi polskie w piłce nożnej (1959)      | Okręgowe ligi polskie w piłce nożnej (1959)      | Okręgowe ligi polskie w piłce nożnej (1959)      | Okręgowe ligi polskie w piłce nożnej (1959)      |                                             |
| 1960      | I liga          | II liga(2)                                       | Okręgowe ligi polskie w piłce nożnej (1960)      | Okręgowe ligi polskie w piłce nożnej (1960)      | Okręgowe ligi polskie w piłce nożnej (1960)      | Okręgowe ligi polskie w piłce nożnej (1960)      |                                             |
| 1960/1961 | I liga          | II liga                                          | Okręgowe ligi polskie w piłce nożnej (1960/1961) | Okręgowe ligi polskie w piłce nożnej (1960/1961) | Okręgowe ligi polskie w piłce nożnej (1960/1961) | Okręgowe ligi polskie w piłce nożnej (1960/1961) |                                             |
| 1961/1962 | I liga          | II liga                                          | Okręgowe ligi polskie w piłce nożnej (1961/1962) | Okręgowe ligi polskie w piłce nożnej (1961/1962) | Okręgowe ligi polskie w piłce nożnej (1961/1962) | Okręgowe ligi polskie w piłce nożnej (1961/1962) |                                             |
| 1962/1963 | I liga          | II liga                                          | Okręgowe ligi polskie w piłce nożnej (1962/1963) | Okręgowe ligi polskie w piłce nożnej (1962/1963) | Okręgowe ligi polskie w piłce nożnej (1962/1963) | Okręgowe ligi polskie w piłce nożnej (1962/1963) |                                             |
| 1963/1964 | I liga          | II liga                                          | Okręgowe ligi polskie w piłce nożnej (1963/1964) | Okręgowe ligi polskie w piłce nożnej (1963/1964) | Okręgowe ligi polskie w piłce nożnej (1963/1964) | Okręgowe ligi polskie w piłce nożnej (1963/1964) |                                             |
| 1964/1965 | I liga          | II ligaI                                         | Okręgowe ligi polskie w piłce nożnej (1964/1965) | Okręgowe ligi polskie w piłce nożnej (1964/1965) | Okręgowe ligi polskie w piłce nożnej (1964/1965) | Okręgowe ligi polskie w piłce nożnej (1964/1965) |                                             |
| 1965/1966 | I liga          | II liga                                          | Okręgowe ligi polskie w piłce nożnej (1965/1966) | Okręgowe ligi polskie w piłce nożnej (1965/1966) | Okręgowe ligi polskie w piłce nożnej (1965/1966) | Okręgowe ligi polskie w piłce nożnej (1965/1966) |                                             |
| 1966/1967 | I liga          | II liga                                          | III liga(4)                                      | Okręgowe ligi polskie w piłce nożnej (1966/1967) | Okręgowe ligi polskie w piłce nożnej (1966/1967) | Okręgowe ligi polskie w piłce nożnej (1966/1967) |                                             |
| 1967/1968 | I liga          | II liga                                          | III liga(4)                                      | Okręgowe ligi polskie w piłce nożnej (1967/1968) | Okręgowe ligi polskie w piłce nożnej (1967/1968) | Okręgowe ligi polskie w piłce nożnej (1967/1968) |                                             |
| 1968/1969 | I liga          | II liga                                          | III liga(4)                                      | Okręgowe ligi polskie w piłce nożnej (1968/1969) | Okręgowe ligi polskie w piłce nożnej (1968/1969) | Okręgowe ligi polskie w piłce nożnej (1968/1969) |                                             |
| 1969/1970 | I liga          | II liga                                          | III liga(4)                                      | Okręgowe ligi polskie w piłce nożnej (1969/1970) | Okręgowe ligi polskie w piłce nożnej (1969/1970) | Okręgowe ligi polskie w piłce nożnej (1969/1970) |                                             |
| 1970/1971 | I liga          | II liga                                          | III liga(4)                                      | Okręgowe ligi polskie w piłce nożnej (1970/1971) | Okręgowe ligi polskie w piłce nożnej (1970/1971) | Okręgowe ligi polskie w piłce nożnej (1970/1971) |                                             |
| 1971/1972 | I liga          | II liga                                          | III liga(4)                                      | Okręgowe ligi polskie w piłce nożnej (1971/1972) | Okręgowe ligi polskie w piłce nożnej (1971/1972) | Okręgowe ligi polskie w piłce nożnej (1971/1972) |                                             |
| 1972/1973 | I liga          | II liga                                          | III liga(4)                                      | Okręgowe ligi polskie w piłce nożnej (1972/1973) | Okręgowe ligi polskie w piłce nożnej (1972/1973) | Okręgowe ligi polskie w piłce nożnej (1972/1973) |                                             |
| 1973/1974 | I liga          | II liga(2)                                       | Okręgowe ligi polskie w piłce nożnej (1973/1974) | Okręgowe ligi polskie w piłce nożnej (1973/1974) | Okręgowe ligi polskie w piłce nożnej (1973/1974) | Okręgowe ligi polskie w piłce nożnej (1973/1974) |                                             |
| 1974/1975 | I liga          | II liga(2)                                       | Okręgowe ligi polskie w piłce nożnej (1974/1975) | Okręgowe ligi polskie w piłce nożnej (1974/1975) | Okręgowe ligi polskie w piłce nożnej (1974/1975) | Okręgowe ligi polskie w piłce nożnej (1974/1975) |                                             |
| 1975/1976 | I liga          | II liga(2)                                       | Okręgowe ligi polskie w piłce nożnej (1975/1976) | Okręgowe ligi polskie w piłce nożnej (1975/1976) | Okręgowe ligi polskie w piłce nożnej (1975/1976) | Okręgowe ligi polskie w piłce nożnej (1975/1976) |                                             |
| 1976/1977 | I liga          | II liga(2)                                       | III liga(8)                                      | Okręgowe ligi polskie w piłce nożnej (1976/1977) | Okręgowe ligi polskie w piłce nożnej (1976/1977) | Okręgowe ligi polskie w piłce nożnej (1976/1977) |                                             |
| 1977/1978 | I liga          | II liga(2)                                       | III liga(8)                                      | Okręgowe ligi polskie w piłce nożnej (1977/1978) | Okręgowe ligi polskie w piłce nożnej (1977/1978) | Okręgowe ligi polskie w piłce nożnej (1977/1978) |                                             |
| 1978/1979 | I liga          | II liga(2)                                       | III liga(8)                                      | Okręgowe ligi polskie w piłce nożnej (1978/1979) | Okręgowe ligi polskie w piłce nożnej (1978/1979) | Okręgowe ligi polskie w piłce nożnej (1978/1979) |                                             |
| 1979/1980 | I liga          | II liga(2)                                       | III liga(8)                                      | Okręgowe ligi polskie w piłce nożnej (1979/1980) | Okręgowe ligi polskie w piłce nożnej (1979/1980) | Okręgowe ligi polskie w piłce nożnej (1979/1980) |                                             |
| 1980/1981 | I liga          | II liga(2)                                       | III liga(4)                                      | Okręgowe ligi polskie w piłce nożnej (1980/1981) | Okręgowe ligi polskie w piłce nożnej (1980/1981) | Okręgowe ligi polskie w piłce nożnej (1980/1981) |                                             |
| 1981/1982 | I liga          | II liga(2)                                       | III liga(4)                                      | Okręgowe ligi polskie w piłce nożnej (1981/1982) | Okręgowe ligi polskie w piłce nożnej (1981/1982) | Okręgowe ligi polskie w piłce nożnej (1981/1982) |                                             |
| 1982/1983 | I liga          | II liga(2)                                       | III liga(8)                                      | Okręgowe ligi polskie w piłce nożnej (1982/1983) | Okręgowe ligi polskie w piłce nożnej (1982/1983) | Okręgowe ligi polskie w piłce nożnej (1982/1983) |                                             |
| 1983/1984 | I liga          | II liga(2)                                       | III liga(8)                                      | Okręgowe ligi polskie w piłce nożnej (1983/1984) | Okręgowe ligi polskie w piłce nożnej (1983/1984) | Okręgowe ligi polskie w piłce nożnej (1983/1984) |                                             |
| 1984/1985 | I liga          | II liga(2)                                       | III liga(8)                                      | Okręgowe ligi polskie w piłce nożnej (1984/1985) | Okręgowe ligi polskie w piłce nożnej (1984/1985) | Okręgowe ligi polskie w piłce nożnej (1984/1985) |                                             |
| 1985/1986 | I liga          | II liga(2)                                       | III liga(8)                                      | Okręgowe ligi polskie w piłce nożnej (1985/1986) | Okręgowe ligi polskie w piłce nożnej (1985/1986) | Okręgowe ligi polskie w piłce nożnej (1985/1986) |                                             |
| 1986/1987 | I liga          | II liga(2)                                       | III liga(8)                                      | Okręgowe ligi polskie w piłce nożnej (1986/1987) | Okręgowe ligi polskie w piłce nożnej (1986/1987) | Okręgowe ligi polskie w piłce nożnej (1986/1987) |                                             |
| 1987/1988 | I liga          | II liga(2)                                       | III liga(8)                                      | Okręgowe ligi polskie w piłce nożnej (1987/1988) | Okręgowe ligi polskie w piłce nożnej (1987/1988) | Okręgowe ligi polskie w piłce nożnej (1987/1988) |                                             |
| 1988/1989 | I liga          | II liga(2)                                       | III liga(8)                                      | Okręgowe ligi polskie w piłce nożnej (1988/1989) | Okręgowe ligi polskie w piłce nożnej (1988/1989) | Okręgowe ligi polskie w piłce nożnej (1988/1989) |                                             |
| 1989/1990 | I liga          | II liga                                          | III liga(4)                                      | Okręgowe ligi polskie w piłce nożnej (1989/1990) | Okręgowe ligi polskie w piłce nożnej (1989/1990) | Okręgowe ligi polskie w piłce nożnej (1989/1990) |                                             |
| 1990/1991 | I liga          | II liga                                          | III liga(8)                                      | Okręgowe ligi polskie w piłce nożnej (1990/1991) | Okręgowe ligi polskie w piłce nożnej (1990/1991) | Okręgowe ligi polskie w piłce nożnej (1990/1991) |                                             |
| 1991/1992 | I liga          | II liga(2)                                       | III liga(8)                                      | Okręgowe ligi polskie w piłce nożnej (1991/1992) | Okręgowe ligi polskie w piłce nożnej (1991/1992) | Okręgowe ligi polskie w piłce nożnej (1991/1992) |                                             |
| 1992/1993 | I liga          | II liga(2)                                       | III liga(8)                                      | Okręgowe ligi polskie w piłce nożnej (1992/1993) | Okręgowe ligi polskie w piłce nożnej (1992/1993) | Okręgowe ligi polskie w piłce nożnej (1992/1993) |                                             |
| 1993/1994 | I liga          | II liga(2)                                       | III liga(8)                                      | Okręgowe ligi polskie w piłce nożnej (1993/1994) | Okręgowe ligi polskie w piłce nożnej (1993/1994) | Okręgowe ligi polskie w piłce nożnej (1993/1994) |                                             |
| 1994/1995 | I liga          | II ligaI(2)                                      | III liga(8)                                      | Okręgowe ligi polskie w piłce nożnej (1994/1995) | Okręgowe ligi polskie w piłce nożnej (1994/1995) | Okręgowe ligi polskie w piłce nożnej (1994/1995) |                                             |
| 1995/1996 | I liga          | II liga(2)                                       | III liga(8)                                      | Okręgowe ligi polskie w piłce nożnej (1995/1996) | Okręgowe ligi polskie w piłce nożnej (1995/1996) | Okręgowe ligi polskie w piłce nożnej (1995/1996) |                                             |
| 1996/1997 | I liga          | II liga(2)                                       | III liga(8)                                      | IV liga(25)                                      | Okręgowe ligi polskie w piłce nożnej (1996/1997) | Okręgowe ligi polskie w piłce nożnej (1996/1997) |                                             |
| 1997/1998 | I liga          | II liga(2)                                       | III liga(8)                                      | IV liga(22)                                      | Okręgowe ligi polskie w piłce nożnej (1997/1998) | Okręgowe ligi polskie w piłce nożnej (1997/1998) |                                             |
| 1998/1999 | I liga          | II liga(2)                                       | III liga(4)                                      | IV liga(16)                                      | Okręgowe ligi polskie w piłce nożnej (1998/1999) | Okręgowe ligi polskie w piłce nożnej (1998/1999) |                                             |
| 1999/2000 | I liga          | II liga                                          | III liga(4)                                      | IV liga(16)                                      | Okręgowe ligi polskie w piłce nożnej (1999/2000) | Okręgowe ligi polskie w piłce nożnej (1999/2000) |                                             |
| 2000/2001 | I liga          | II liga                                          | III liga(4)                                      | IV Liga Okr.                                     | Okręgowe ligi polskie w piłce nożnej (2000/2001) | Okręgowe ligi polskie w piłce nożnej (2000/2001) |                                             |
| 2001/2002 | I liga(2)       | II liga                                          | III liga(4)                                      | IV Liga Okr.                                     | Okręgowe ligi polskie w piłce nożnej (2001/2002) | Okręgowe ligi polskie w piłce nożnej (2001/2002) |                                             |
| 2002/2003 | I liga          | II liga                                          | III liga(4)                                      | IV Liga Okr.                                     | Okręgowe ligi polskie w piłce nożnej (2002/2003) | Okręgowe ligi polskie w piłce nożnej (2002/2003) |                                             |
| 2003/2004 | I liga          | II liga                                          | III liga(4)                                      | IV Liga Okr.                                     | Okręgowe ligi polskie w piłce nożnej (2003/2004) | Okręgowe ligi polskie w piłce nożnej (2003/2004) |                                             |
| 2004/2005 | I liga          | II liga                                          | III liga(4)                                      | IV Liga Okr.                                     | Okręgowe ligi polskie w piłce nożnej (2004/2005) | Okręgowe ligi polskie w piłce nożnej (2004/2005) |                                             |
| 2005/2006 | I liga          | II liga                                          | III liga(4)                                      | IV Liga Okr.                                     | Okręgowe ligi polskie w piłce nożnej (2005/2006) | Okręgowe ligi polskie w piłce nożnej (2005/2006) |                                             |
| 2006/2007 | I liga          | II liga                                          | III liga(4)                                      | IV Liga Okr.                                     | Okręgowe ligi polskie w piłce nożnej (2006/2007) | Okręgowe ligi polskie w piłce nożnej (2006/2007) |                                             |
| 2007/2008 | I liga          | II liga                                          | III liga(4)                                      | IV Liga Okr.                                     | Okręgowe ligi polskie w piłce nożnej (2007/2008) | Okręgowe ligi polskie w piłce nożnej (2007/2008) |                                             |
| 2008/2009 | Ekstr.          | I liga                                           | II liga(2)                                       | III liga(8)                                      | IV Liga Okr.                                     | Okręgowe ligi polskie w piłce nożnej (2008/2009) |                                             |
| 2009/2010 | Ekstr.          | I liga                                           | II liga(2)                                       | III liga(8)                                      | IV Liga Okr.                                     | Okręgowe ligi polskie w piłce nożnej (2009/2010) |                                             |
| 2010/2011 | Ekstr.          | I liga                                           | II liga(2)                                       | III liga(8)                                      | IV Liga Okr.                                     | Okręgowe ligi polskie w piłce nożnej (2010/2011) |                                             |
| 2011/2012 | Ekstr.          | I liga                                           | II liga(2)                                       | III liga(8)                                      | IV Liga Okr.                                     | Okręgowe ligi polskie w piłce nożnej (2011/2012) |                                             |
| 2012/2013 | Ekstr.          | I liga                                           | II liga(2)                                       | III liga(8)                                      | IV Liga Okr.                                     | Okręgowe ligi polskie w piłce nożnej (2012/2013) |                                             |
| 2013/2014 | Ekstr.(2)       | I liga                                           | II liga(2)                                       | III liga(9)                                      | IV Liga Okr.                                     | Okręgowe ligi polskie w piłce nożnej (2013/2014) |                                             |
| 2014/2015 | Ekstr.(2)       | I liga                                           | II liga                                          | III liga(8)                                      | IV Liga Okr.                                     | Okręgowe ligi polskie w piłce nożnej (2014/2015) |                                             |
| 2015/2016 | Ekstr.(2)       | I liga                                           | II liga                                          | III liga(8)                                      | IV Liga Okr.                                     | Okręgowe ligi polskie w piłce nożnej (2015/2016) |                                             |
| 2016/2017 | Ekstr.(2)       | I liga                                           | II liga                                          | III liga(4)                                      | IV Liga Okr.                                     | Okręgowe ligi polskie w piłce nożnej (2016/2017) |                                             |
| 2017/2018 | Ekstr.(2)       | I liga                                           | II liga                                          | III liga(4)                                      | IV Liga Okr.                                     | Okręgowe ligi polskie w piłce nożnej (2017/2018) |                                             |
| 2018/2019 | Ekstr.(2)       | I liga                                           | II liga                                          | III liga(4)                                      | IV Liga Okr.                                     | Okręgowe ligi polskie w piłce nożnej (2018/2019) |                                             |
| 2019/2020 | Ekstr.(2)       | I liga                                           | II liga                                          | III liga(4)                                      | IV Liga Okr.                                     | Okręgowe ligi polskie w piłce nożnej (2019/2020) |                                             |
| 2020/2021 | Ekstr.          | I liga                                           | II liga                                          | III liga(4)                                      | IV Liga Okr.                                     | Okręgowe ligi polskie w piłce nożnej (2020/2021) |                                             |
| 2021/2022 | Ekstr.          | I liga                                           | II liga                                          | III liga(4)                                      | IV Liga Okr.                                     | Okręgowe ligi polskie w piłce nożnej (2021/2022) |                                             |
| 2022/2023 | Ekstr.          | I liga                                           | II liga                                          | III liga(4)                                      | IV Liga Okr.                                     | Okręgowe ligi polskie w piłce nożnej (2022/2023) |                                             |
| 2023/2024 | Ekstr.          | I liga                                           | II liga                                          | III liga(4)                                      | IV Liga Okr.                                     | Okręgowe ligi polskie w piłce nożnej (2023/2024) |                                             |